# Каутано
Каутано (італ. Cautano) — муніципалітет в Італії, у регіоні Кампанія,  провінція Беневенто.
Каутано розташоване на відстані близько 200 км на південний схід від Рима, 50 км на північний схід від Неаполя, 13 км на захід від Беневенто.
Населення — 2074 особи (2014).
Щорічний фестиваль відбувається 16 серпня та 11 листопада. Покровитель — Андрій Первозваний.

## Демографія
Населення за роками:

Станом на 1 січня 2023 року в муніципалітеті офіційно проживало 55 іноземців з 14 країн, серед них 19 громадян країн Євросоюзу та 3 громадяни України.

## Сусідні муніципалітети
- Камполі-дель-Монте-Табурно
- Фольянізе
- Фрассо-Телезіно
- Токко-Каудіо
- Вітулано